# برگپارک ویلهلمس‌هوهه
برگپارک ویلهلمس‌هوهه (آلمانی: Bergpark Wilhelmshöhe) یک پارک ویژه در شهر کاسل آلمان است که بر روی دامنه یک تپه قرار دارد. این لندمارک جزء میراث جهانی یونسکو در آلمان می‌باشد. مساحت پارک ۲/۴ کیلومتر مربع است. برگپارک ویلهلمس‌هوهه بزرگترین پارک دامنه‌ای در اروپا و دومین در نوع خود در جهان است. تاریخ آغاز ساخت این بوستان به سال ۱۶۹۶ میلادی باز می‌گردد. تکمیل این پارک حدود ۱۵۰ سال طول می‌کشد.